# گستا رگوم آنگلروم

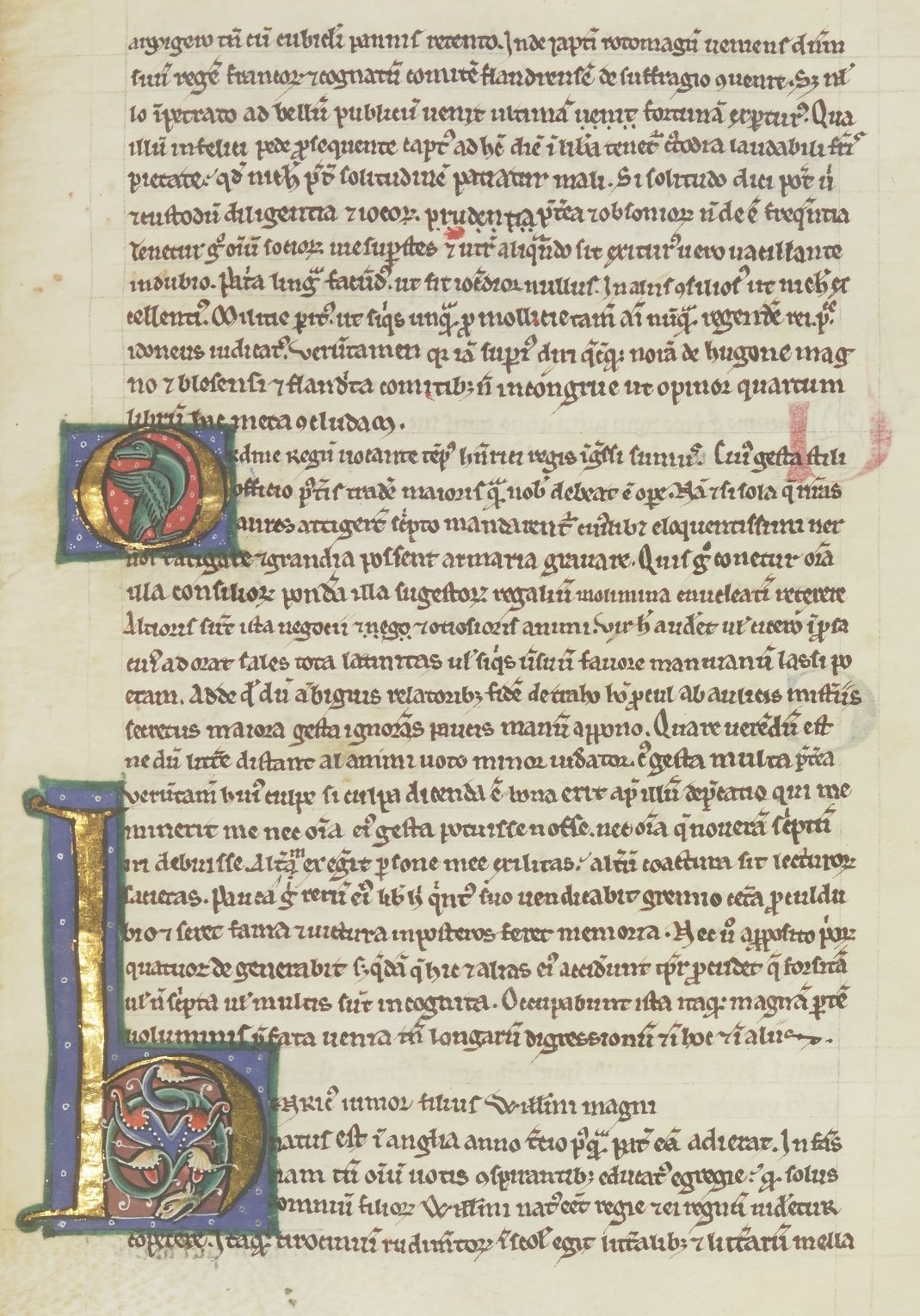
یک نسخه قدیمی از کتاب در کتابخانه ی ملی فرانسه

گستا رِگوم آنگلروم (انگلیسی: Gesta Regum Anglorum) از ویلیام مالمسبری، وقایع‌نگار و راهب بندیکتی دیر مالمسبری، تاریخی به زبان لاتین است که در اوایل سال ۱۱۲۶ نگارش آن به پایان رسیده‌است. این اثر متشکل از پنج بخش است و تاریخ وقایع سرزمین انگلستان را از زمان ورود ساکسون‌ها تا سال ۱۱۲۵ دربردارد. علاوه بر این، این کتاب شامل مطالب مفصل و جامعی نظیر تاریخ وقایع نخستین جنگ صلیبی و نیر پیامدهای آن تا سال ۱۱۰۲ است. با این حال وی هرگز به شرق نرفت و در هیچ نبردی از جنگ‌های صلیبی شرکت نجست. با این حال تنها وقایع‌نگاری است که گفتگوها و روابط بین کربغا، فرمانده ترکان سلجوقی و استفان بلوآ در جریان محاصره انطاکیه سخن گفته‌است.
با آن که بخش‌های مربوط به جنگ‌های صلیبی این اثر خلاصه‌ای از وقایع‌نامه فوشیه شارتری همراه با استنادهای محدود به گستاست، اما ویلیام مالمسبری اطلاعات بسیار مستقل و منحصربه‌فردی در اثر خود جای داده‌است، مانند گزارش از سخنرانی پاپ اوربان دوم در مجمع کلرمون؛ خلاصه‌هایی از توصیف‌های گمشده از شهر رم در قرن ۷ میلادی و اشیای مقدس قسطنطنیه؛ اطلاعات شرح‌حال نگارانه‌ای دربارهٔ رهبران و فرماندهان صلیبی نظیر گادفری بوین، بوهموند یکم انطاکیه، روبرت کورتس و ریمون سن‌ژیل؛ وضعیت لاتینی‌های شرق؛ نحوهٔ سقوط و اشغال انطاکیه از سوی صلیبیون و خلاصه اخبار صلیبی متنوعی که احتمالاً از طریق با سربازان بازگشته از جنگ گردآوری کرده بود.